# Ammosphaeroidininae
Ammosphaeroidininae es una subfamilia de foraminíferos bentónicos de la familia Ammosphaeroidinidae, de la superfamilia Recurvoidoidea, del suborden Lituolina y del orden Lituolida. Su rango cronoestratigráfico abarca desde el Calloviense (Jurásico medio) hasta la Actualidad.

## Discusión
Clasificaciones previas incluían Ammosphaeroidininae en la superfamilia Haplophragmioidea, así como en el suborden Textulariina del orden Textulariida, o en el orden Lituolida sin diferenciar el Suborden Lituolina.

## Clasificación
Ammosphaeroidininae incluye a los siguientes géneros:
- Ammosphaeroidina
- Cystammina
- Praecystammina †

Otros géneros asignados a Ammosphaeroidininae y clasificados actualmente en otras subfamilias y/o familia son: 
- Adercotryma, ahora en la subfamilia Adercotrymidae
- Saccamminoides †, ahora en la subfamilia Polysaccamminidae

Otro género considerado en Ammosphaeroidininae es:
- Ammochilostoma, aceptado como Cystammina